# Jomo Cosmos Football Club
Lo Jomo Cosmos Football Club è una società calcistica sudafricana con sede nella città di Johannesburg. Milita in National First Division, la seconda divisione del campionato sudafricano. 
Il club è proprietà della stella del calcio sudafricano Jomo Sono, detto black prince, che è allo stesso tempo l'allenatore della squadra.
Fu fondata nel gennaio del 1983 nella città di Johannesburg sui resti della squadra Highlands Park F.C., che Jomo Sono decise di comprare quando concluse la propria carriera di giocatore negli Stati Uniti. Nella sua prima stagione il nome della squadra fu Dion Cosmos. La prima parte del nome derivava dallo sponsor della squadra precedente, mentre la seconda parte fu scelta da Jomo che, prima della fine della sua carriera, giocava nei New York Cosmos. Dall'anno successivo il nome della squadra fu Jomo Cosmos.
Fin dall'inizio Jomo Sono ha sempre avuto come obiettivo la ricerca e lo sviluppo dei giovani talenti. La squadra ha annoverato alcuni dei migliori giocatori del campionato sudafricano di calcio. Sotto la guida di Sono la squadra arrivò ad ottenere alcuni grandi successi come la vittoria del campionato del 1987 e quella del BOB Save Champions nel 1990. Nuovi allori arrivarono nel 2002 e 2005, con la vittoria della Coca-Cola Cup. Molte volte la squadra ha raggiunto la finale o la semifinale di importanti manifestazioni nazionali come la BP Top, la JPS, la Mainstay Cup e la Mandela Cup.
Nel 1993 la squadra retrocesse, ma già nell'anno successivo riuscì a tornare nella categoria superiore, la NSL Premiership.

## Organigramma societario
- Team manager:  Andrew Rabutla
- Allenatore:  Jomo Sono
- Assistente:  Siza Dlamini,  Gerald Mtshali,  McDonald Makhubedu
- Allenatore dei portieri:  Mpangi Merikani,  Avril Phali

## Successi
1986 - Semifinalisti nel BP Top

1986 - Semifinalisti nel JPS

1987 - Campioni della Castle League

1988 - Secondi arrivati nel JPS

1990 - Campioni del BOB Save

1991 - Secondi arrivati nel BP Top

1991 - Secondi arrivati nel BOB Save

1993 - Semifinalisti nella African Cup

1996 - Finalisti nella Bob Save

1996 - Semifinalisti nella BP Top Eight

2001 - Finalisti nella Coca-Cola Cup

2002 - Semifinalisti nella BP Top Eight

2002 - Campioni della Coca-Cola Cup

2003 - Campioni del SAA Supa 8

2004 - Semifinalisti nella Al-Faisal Int'l Friendship Cup

2005 - Campioni della Coca Cola Cup

2006 - Campioni della Chailanse (Gauteng) Cup

2009 - Campioni della National First Division (NFD)

2011 - Campioni della National First Division (NFD)

## Palmarès

### Competizioni nazionali
- National Soccer League: 1

1986-1987
- Coppa del Sudafrica: 1

1990
- Coppa di Lega sudafricana: 2

2002, 2005
- National First Division: 2

2008-2009, 2010-2011
- MTN 8: 1

2003

### Altri piazzamenti
- National Soccer League:

Secondo posto: 1987-1988
- Coppa del Sudafrica:

Finalista: 1986, 1991, 1992, 1996
- Coppa di Lega sudafricana:

Finalista: 1988, 2011
- National First Division:

Secondo posto: 2014-2015
- Coppa delle Coppe d'Africa:

Semifinalista: 1993

## Organico

### Rosa 2015-2016
| N. |                      | Ruolo | Calciatore          |
| -- | -------------------- | ----- | ------------------- |
| 2  | Burundi (bandiera)   | D     | Frédéric Nsabiyumva |
| 3  | Sudafrica (bandiera) | C     | Nhlakanipho Khumalo |
| 4  | Sudafrica (bandiera) | C     | Thabang Monare      |
| 5  | Sudafrica (bandiera) | D     | Ndabenhle Mthembu   |
| 6  | Sudafrica (bandiera) | D     | Sibusiso Mdamba     |
| 7  | Malawi (bandiera)    | C     | Micium Mhone        |
| 8  | Sudafrica (bandiera) | C     | Conrad Madolo       |
| 11 | Sudafrica (bandiera) | C     | Luyolo Nomandela    |
| 12 | Zimbabwe (bandiera)  | A     | Charlton Mashumba   |
| 13 | Sudafrica (bandiera) | D     | Shane Thompson      |
| 14 | Sudafrica (bandiera) | D     | Sipho Mngomezulu    |
| 16 | Sudafrica (bandiera) | C     | Sibusiso Khumalo    |
| 17 | Sudafrica (bandiera) | A     | Lefa Hlongwane      |
| 18 | Sudafrica (bandiera) | C     | Tebogo Makobela     |
| 19 | Sudafrica (bandiera) | D     | Thato Lingwati      |
| 20 | Sudafrica (bandiera) | C     | Bamuza Sono         |
| 21 | Sudafrica (bandiera) | C     | Thabo Ralebakeng    |
| 22 | Sudafrica (bandiera) | C     | Matsilele Sono      |

| N. |                           | Ruolo | Calciatore         |
| -- | ------------------------- | ----- | ------------------ |
| 23 | Sudafrica (bandiera)      | C     | Onassis Mntambo    |
| 24 | Sudafrica (bandiera)      | C     | Denver Mukamba     |
| 25 | Sudafrica (bandiera)      | D     | Cheslyn Jampies    |
| 26 | Sudafrica (bandiera)      | C     | Nkanyiso Madonsela |
| 27 | Costa d'Avorio (bandiera) | A     | Brice Aka          |
| 28 | Sudafrica (bandiera)      | A     | Mthokozisi Msomi   |
| 30 | Sudafrica (bandiera)      | C     | Mxolisi Macuphu    |
| 33 | Sudafrica (bandiera)      | D     | Peintjies Zulu     |
| 47 | Sudafrica (bandiera)      | C     | Pako Mahaabo       |
| 54 | Sudafrica (bandiera)      | D     | Thato Sithole      |
| 86 | Sudafrica (bandiera)      | C     | Wiseman Maluleke   |
| 89 | Sudafrica (bandiera)      | P     | Sherwyn Naicker    |
| 90 | Sudafrica (bandiera)      | P     | Mbhuleni Shongwe   |
| 92 | Sudafrica (bandiera)      | P     | Thato Lesego       |
|    | Sudafrica (bandiera)      | C     | Khulekani Mtembu   |
|    | Sudafrica (bandiera)      | D     | Jarred Meyer       |
|    | Sudafrica (bandiera)      | D     | Siphenathi Laqwela |

## Sponsor
Sponsor Tecnico: Puma